# Acrochordonichthys gyrinus
Acrochordonichthys gyrinus är en fiskart som beskrevs av Chavalit Vidthayanon och Heok Hee Ng 2003. Acrochordonichthys gyrinus ingår i släktet Acrochordonichthys och familjen Akysidae. IUCN kategoriserar arten globalt som otillräckligt studerad. Inga underarter finns listade i Catalogue of Life.